# تاريخ اليهود في الدولة العثمانية

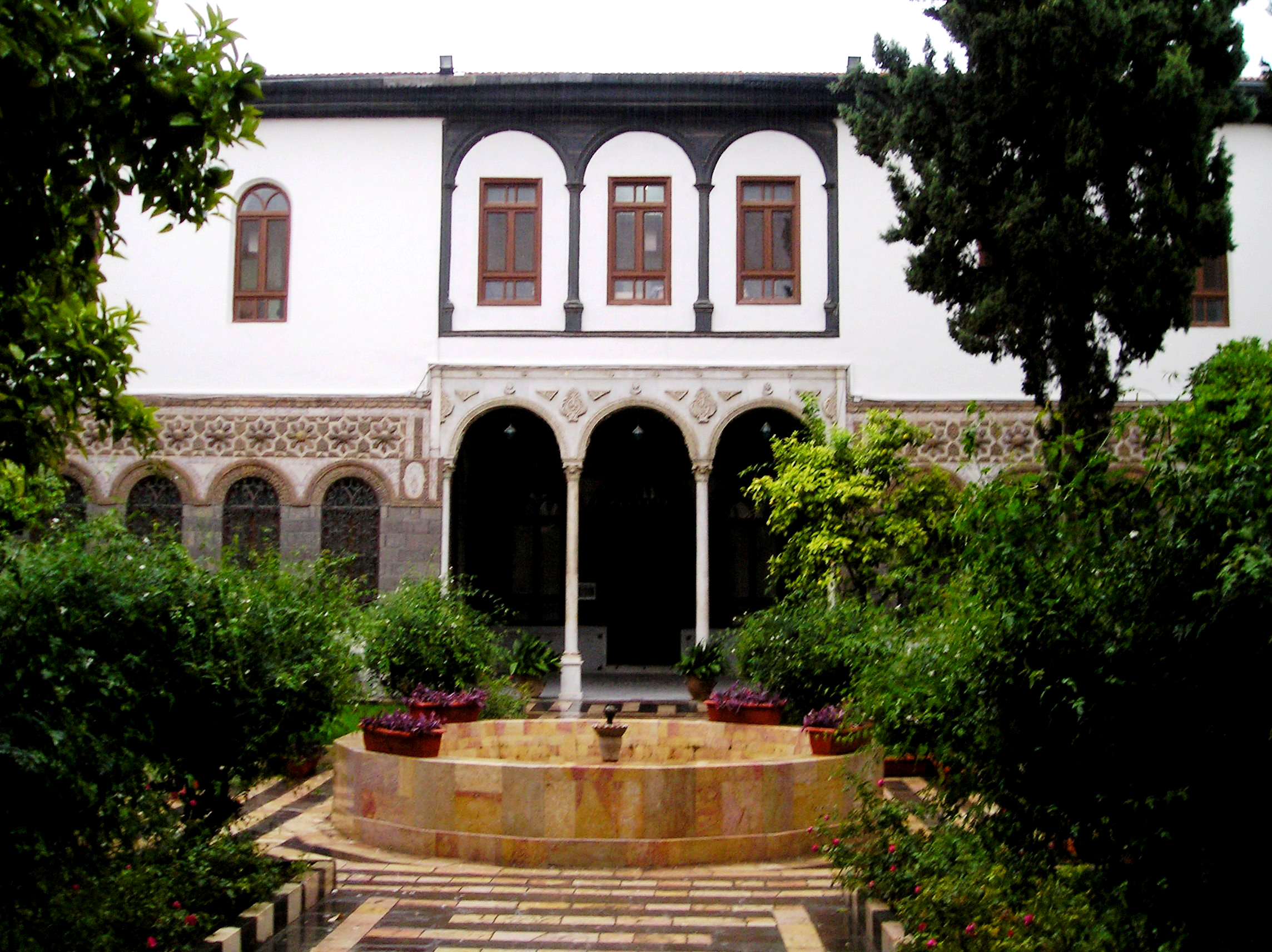
مكتب عنبر في دمشق - دار عثمانية، وكان «عنبر» رجلا يهوديا.

يقصد بتاريخ اليهود في الدولة العثمانية  تاريخ هؤلاء اليهود الذين عاشوا على الأراضي العثمانية. وغالبا ما يظهر حكمين خاطئين لدى الأشخاص غير المكترثين بالتاريخ عن قرب، وهما:
1. هجرة اليهود من إسبانيا إلى الدولة العثمانية عام 1492م.
2. أول مقابلة جمعت بين اليهود والأتراك كانت بعد فتح القسطنطينية عام 1453م.[1]

وفقًا لتاريخ اليهود في دولة بيزنطة يتضح أن اليهود كانوا موجودين في الأناضول منذ القرن الرابع قبل الميلاد، وذلك منذ عهد الإمارات العثمانية حتى سقوط الإمبراطورية، كما استمر وجودهم في الأناضول حتى عهد الجمهورية التركية التي تعد خليفة الدولة العثمانية، ومن الملاحظ أن الحياة السياسية والاقتصادية لليهود كانت تسير بخطى متوازية مع المراحل المختلفة لطبيعة الحياة داخل الدولة العثمانية، فعلى سبيل المثال كانت فترة النمو والازدهار في الدولة العثمانية التي امتدت خلال القرنين الخامس عشر والسادس عشر على وجه الخصوص تمثل العصر الذهبي بالنسبة ليهود الدولة العثمانية. فبالإضافة إلى أن اليهود أدخلوا أول ماكينة طباعة إلى الأراضي العثمانية، فقد احتلوا أيضًا مكانةً هامةً في أنظمة الحكم العثماني. أما في فترة الركود التي تعرضت لها الدولة العثمانية في القرن السابع عشر الميلادي تعرض يهود الدولة العثمانية كذلك إلى حالة من الانهيار على المستوى الثقافي والاقتصادي وفي أثناء فترة الانحدار في القرن التاسع عشر انحط المستوى الثقافي لليهود لدرجة أن تعلم لغة أجنبية بدا كالخروج عن الدين، ولكن ومهما اختلفت الحقب العثمانية فإن اليهود عاشوا آمنين ومطمئنين في ظل الدولة العثمانية المسلمة مقارنة باليهود الذين عاشوا في ظل حكم أوروبا المسيحية، وفي المقابل كان اليهود دائمًا ما يدافعون عن المصالح القومية للأراضي التركية.

عملة تذكارية بقيمة خمسين ألف ليرة طُبِعتْ عام 1992م بمناسبة الذكرى السنوية للجوء اليهود للعثمانيين بعد طردهم من أسبانيا.

## الأتراك واليهود

### قبل العثمانيين
يرى جالانتيه أن بعض الكلمات التركية أمثال "anbar" "küpe" "küfe" والتي نراها في التلمود من المحتمل انتقالها لليهود من الأتراك الموجودين في شمال العراق، وإذا أخذ هذا الاحتمال بعين الاعتبار سيتضح أن أول لقاء جمع بين اليهود والأتراك كان في بلاد الرافدين.
سمح السلاجقة بحرية الدين والعقيدة؛ سواء لليهود الذين قابلوهم في الأراضي التي فتحوها وسواء لليهود الذين هربوا من ظلم البيزنطيين وذلك مقابل ضريبة محددة من خلال إدارة حرة ومنظمة أرسوا قواعدها في الأناضول. ولقد ذكر جالانتيه أن وزير أحد الحكام السلاجقة كان يهوديًا.

### العثمانيين
إن اليهود الذين هربوا من البلاد بسبب الحرب عندما فتح أورخان غازي ابن عثمان بن أرطغرل مؤسس الدولة العثمانية- بورصة، عادوا إليها مرة أخرى بعد انتهاء الحرب. وعندما أظهر أورخان غازي وأخوه علاء الدين اهتمامًا خاصًا تجاه اليهود الذين آمنوا بنجاحهم في الصناعة والتجارة والمالية، هاجر العديد من اليهود من بيزنطة والشام إلى هذه الأراضي العثمانية. وعندما رحب أورخان باشا برغبة اليهود في امتلاك حي خاص بهم لكى يتمكنوا من ممارسة عاداتهم وشعائرهم الدينية بسهولة أُسِّسَ حيً لليهود وشُكِّلَ هذا الحى نموذجًا للأحياء الأخرى. وبالإضافة إلى مدينة بورصة فقد تمكن اليهود من امتلاك الممتلكات والحقول في أي مكان بالدولة وفي مقابل ذلك كانوا يدفعون ضريبة «الخراج» ويعفى من تلك الضريبة العاملون في الحكومة والمناصب الدينية.
عندما فُتحت جاليبولي عام 1354م، وأنقرة عام 1360م، وأدرنة 1361م، وإزمير عام 1422م، وسيلانيك عام 1429م، واستانبول عام 1453م ازداد عدد اليهود في هذه المدن وفي البلاد بوجه عام. وشُكِّلتْ مدرسة لتعليم الدين اليهودي في أدرنة التي أصبحت مركزًا ثقافيًا وتعليميًا للطلاب اليهود في جميع أنحاء البلاد؛ وبخلاف هجرة اليهود الجماعية للأراضي العثمانية عام 1492م، كانت هناك هجرات جماعية أخرى، فمثلًا: وجد اليهود المطرودين أو الهاربين من المجر عام 1376م، وفرنسا عام 1394م، وصقلية في بداية القرن الخامس عشر الميلادي، وفينيسيا عام 1420م، وبافيارا عام 1470م، وجدوا خلاصهم في اللجوء للأراضي العثمانية.

## فترة النمو والإزدهار

### عهد السلطان محمد الفاتح (1451-1481)

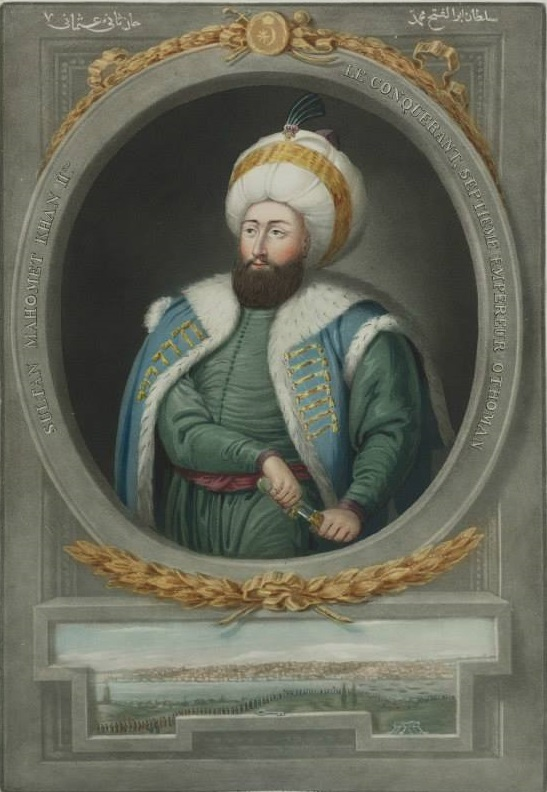
الصورة "الرسميّة" للسلطان محمد الفاتح، الموضوعة ضمن صور قائمة السلاطين العثمانيين، والتي غالبا ما توضع في الكتب التي تتحدث عنه.

عندما فُتحت إسطنبول كان اليهود يقيمون على ضفتي خليج القرن الذهبي. وكان السلطان محمد الفاتح يثق في اليهود ولذلك أرسل خطاباً للجماعات اليهودية في الأناضول يدعوهم للقدوم لإسطنبول من أجل زيادة عدد اليهود في المدينة. وبعد فتح شبه جزيرة بيلوبونيز انضم يهود شبه الجزيرة إلى يهود إسطنبول، وبالإضافة إلى ذلك ووفقاً لما نقله أوليا جلبي فإن اليهود الذين جاءوا من أدرنة واستقروا في إسطنبول أقاموا في حى يسمى «محلة اليهود الأدرنايين».
أعلن السلطان محمد الفاتح من خلال الفرمان الذي أصدره أثناء حصار القسطنطينية انه في حالة تعاون اليهود سيسمح لهم بحرية الدين والعقيدة وسيتم ترميم المعابد اليهودية القديمة كما سيأذن لهم بتحويل المنازل إلى معابد نظرا لأن بناء معابد جديدة كان ممنوعا. وكانت الفرمانات التي أصدرها كل من السلطان سليمان القانوني وسليم الثاني ومراد الثاني، وفتاوى ثلاثة من شيوخ الإسلام وفرمان محمد الثالث وتأييد هذا الفرمان في أعوام 1694م، 1744م، 1755م عبارة عن تكرار وتجديد وعد السلطان محمد الفاتح لليهود.
وهناك احتمال كبير بان اليهود المتعاونين الذين ذكروا في الفرمان يقصد بهم هؤلاء اليهود الذين أقاموا في شمال خليج القرن الذهبي أي في مدينة غلطة وذلك لأن اليهود الموجودين في جنوب خليج القرن الذهبي أي عند أسوار بيزنطة لم يكن لديهم القوى على المساعدة بالفعل. وبما أن منطقة شمال خليج القرن الذهبي كانت تحت حكم ذاتي مستقل خاص بسكان جمهورية جنوة ولا يوجد بين اليهود بها اى صلات بالبيزنطيين فلم يكن هناك ما يمنع اليهود بها من تقديم المساعدة للسلطان محمد الفاتح.
إذا كان النظام المللي يتضمن وضع اليهود مع الأقليات الأخرى داخل إطار واحد إلا أن الوضع النظري كان يختلف عن تطبيقه وخصوصاً في القرنين الخامس عشر والسادس عشر؛ حيث كان العثمانيين يشعرون بالقرب من اليهود عن المسيحيين، والسبب في الذلك التشهابه بين الديانتين الإسلامية واليهودية والحروب التي كانت تخوضها أوروبا المسيحية ضد العثمانيين. وبعد فترة أعفى السلطان محمد الثاني اليهود من مجموعة من الضرائب.

### عهد السلطان بايزيد الثاني (1481م-1512)

#### مرسوم الحمراءوالدولة العثمانية

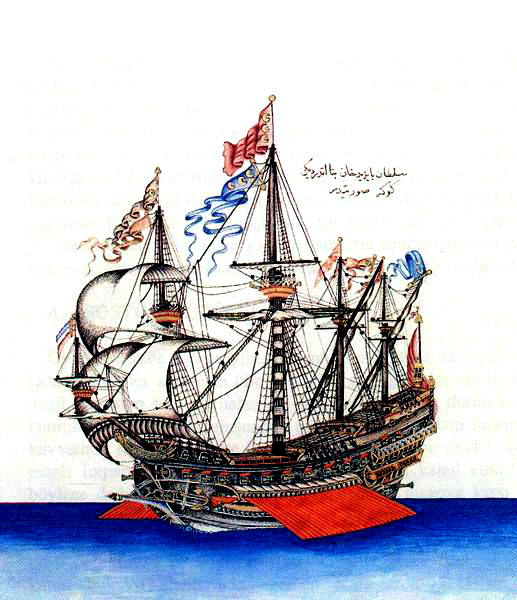
صورة السفينة الحربية التي أرسلها بايزيد الثاني بقيادة كمال ريس لإحضار يهود إسبانيا من إسبانيا إلى الأراضي العثمانية

قد حاول الدون ابراهام سينور أمين خزينة القصر والدون ايساك ابرافانيل والذان يعدان من يهود أسبانيا(يهود سفارديم) الأغنياء الحول دون طردهما من أسبانيا مقابل ثلاثين ألف دوق من الذهب ولكنهما لم يستطيعا منع ذلك. وفي هذه الفترة أصدر السلطان العثماني بايزيد الثاني الذي فتح ذراعيه لليهود المهاجرين أمراً لأمراء الولايات قائلاً:
جاء هؤلاء المهاجرون بواسطة السفن الحربية العثمانية بقيادة كمال ريس عم بيري ريس واستقروا أو تم تسكينهم أولاً في إسطنبول وأدرنة وسيلانيك ثم في إزمير ومانيسا وبورصة واماسيا وباتروس وكورفو ولاريسّا ومانستر. وكان العثمانيون قد دخلوا حقبة النهوض والازدهار وكانت متطلباتهم من العمالة المؤهلة متوفرة عند هؤلاء اليهود، وفيما يتعلق بهذا الشأن نذكر أحد أقوال السلطان بايزيد الثاني الشهيرة:
"كيف يمكنكم أن تقولوا على هذا الملك "فرناندو الذكي العاقل"!!!

فبينما يفقر بلاده يثري دولتي."
وعندما ازداد تعداد اليهود في إسطنبول ذات الأربع وأربعين كنيس عن ثلاثين ألف نسمة أصبحت هذه المدينة مركزاً ليهود أوروبا، أمر قابصالي رئيس الحاخامات في ذلك الوقت اليهود الأغنياء بمساعدة المهاجرين عن طريق دفعهم مقداراً من المال – يسمى في اليهودية بيديون شافويم-. ولقد تم توظيف من كانوا يشغلون مناصب حكومية في أسبانيا من اليهود في العلاقات الخارجية والمالية والعديد من المناصب في القصر. وقد ظهر تأثير هؤلاء الخبراء في الدولة العثمانية التي عاشت أزهى عصورها في القرن السادس عشر ووصلت لأبعد الحدود. فبالإضافة إلى أن اليهود أدخلوا أول ماكينة طباعة للأراضي العثمانية عام 1493م، زودوا الجيش العثماني أيضا بالاسلحة وذلك لأنهم كانوا متخصصين في مجال صناعة البارود والمدافع.

#### الهجرة من البرتغال
أعلن مانويل الأول ملك البرتغال انه في أمسية عيد الفصح اليهودي «پيسَح» الموافق ربيع عام 1467م سيتم تعميد كل الأطفال التي تتراوح أعمارهم فيما بين 4-14 عام، ومع اقتراب اليوم الأخير إزدادت وسائل الضغط التي تمارس على اليهود من أجل أن يتركوا البلاد وبدأت تطبق على الكبار أيضا أساليب لتحويل الديانة إلى المسيحية إجبارًا، ولكن الذين غيروا ديانتهم مثل المارونيين كانوا يعتنقون ديانتهم اليهودية خفية، ولقد وجد أغلب الذين هاجروا من البرتغال عام 1767-1498م أمنهم في اللجوء للأراضي العثمانية مثل يهود إسبانيا.

### عهد السلطان سليم الأول (1512-1520)

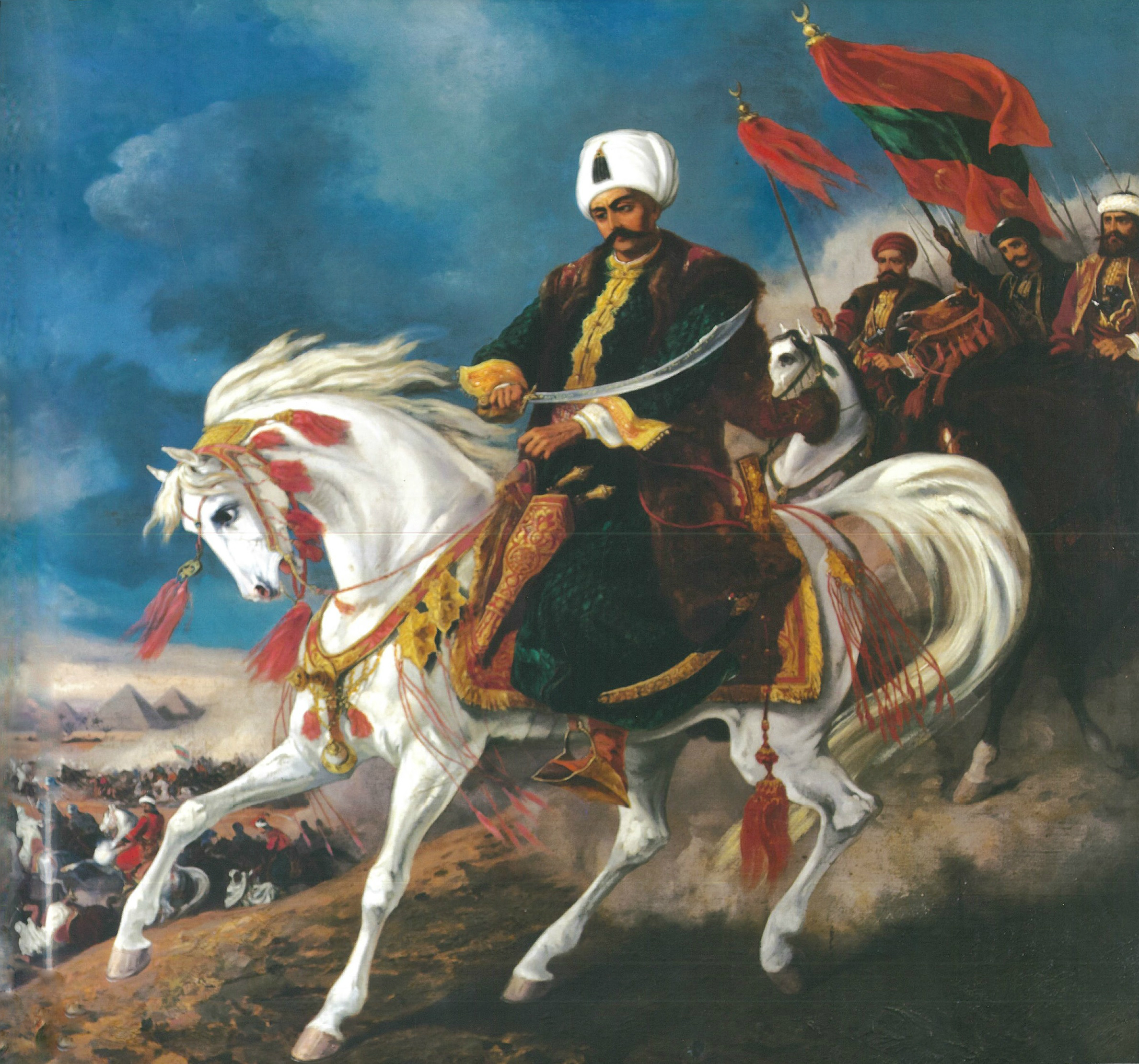
رسم للسلطان سليم الأول أثناء حملته على مصر

عندما فتحت الدولة العثمانية مصر في عهد السلطان ياووز سليم وصل اليهود الموجودين تحت حكم المماليك حتى رفح حيث دخلت صفد والقدس تحت سيادة الدولة العثمانية وخاصة صفد التي أحتلت مكانة قرطبة وأصبحت مركزا للتصوف وممارسة طقوس الكابالا.
ونتيجة للثقة التي شعر بها السلطان سليم تجاه اليهود أسند لجوزيف هامون وظيفة رئيس الأطباء، كما سمح لليهود بشغل مناصب في وظائف سك العملة والصرافة وبعض الوظائف المالية.
ومع هجرة اليهود المطرودين من شبة جزيرة أيبيريا إلى الدولة العثمانية إزداد تعداد اليهود في إسطنبول كثيرا وتشكلت مؤسسة تمثل الجالية اليهودية لدى القصر وتم تعيين الحاخام سالتيل كأول رئيس لها. وفي عام 1518م سُحبت كل الصلاحيات من الحاخام سالتيل وابنائه بإدعاء حصوله على رشوة ولكن تم إعادته إلى منصبه عام 1520م.

### عهد السلطان سليمان القانوني (1520-1588)

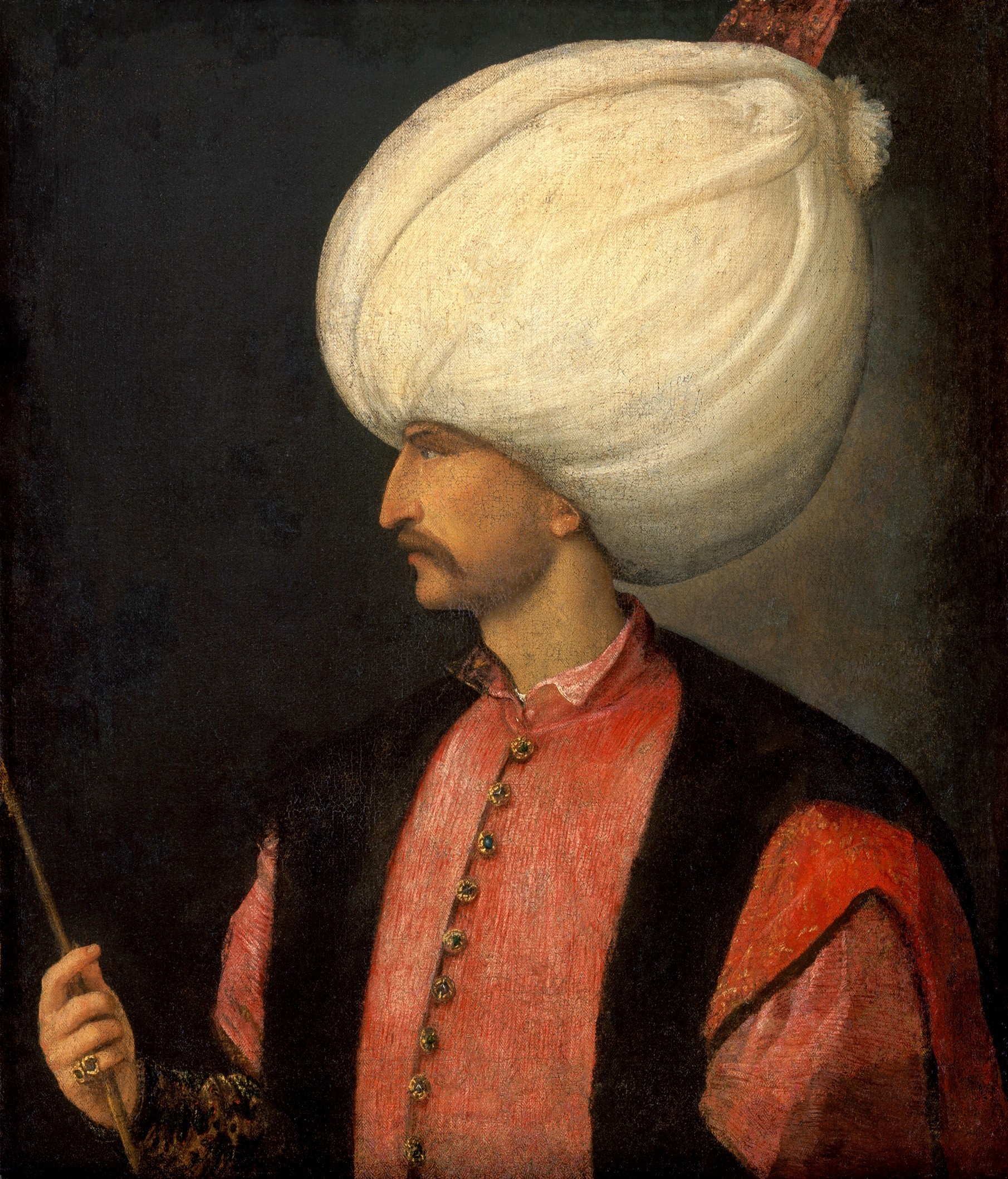
السلطان سليمان القانوني

يعد عهد السلطان سليمان القانوني أزهى عصور الدولة العثمانية وفي الوقت ذاته يعد العصر الذهبي ليهود الدولة العثمانية. 

في عام 1523م عين السلطان سليمان إبراهيم آغا في وظيفة الوزير الأول، ولقد كان يُتوقع تعيين أحمد باشا في منصب الصدر الأعظم إلا ان السلطان عينه والياً لمصر. أعلن أحمد باشا نفسه حاكما لمصر وبعد ذلك طلب من «ابراهام كاسترو» رئيس الصرافة بمصر طباعة اسمه على العملة ولكن كاسترو رفض هذا الطلب وأخبر القصر بما حدث. فغضب أحمد باشا ومن أجل أن ينتقم مما فعله كاسترو أمر المماليك بسرقة ونهب الحي اليهودي ثم أخذ اثني عشر فرداً من أعيان جماعة اليهود رهائن مقابل فدية من المال. قام محمود بيك وزير أحمد باشا بطعن الوالي وأطلق سراح اليهود الرهائن وقام بحماية الجماعة. وعلى إثر ذلك ظل يهود مصر يحتفلون بهذه الواقعة على مدى سنوات طويلة في يوم 24 مارس تحت مسمى عيد البوريم.
في يوليو عام 1526 فتح السلطان مدينة بودا عاصمة المجر في ذلك الوقت وحينها كان المسيحيون قد هربوا منذ وقت طويل ولم يتبقى في المدينة سوى اليهود، خرج وفد يهودي برئاسة شخص يدعى جوزيف بن سالومون إسكنازي لإستقبال السلطان سليمان خارج المدينة وسلمه مفاتيح المدينة بلا قيد ولا شرط. وأصدر السلطان سليمان فرمان الـ los Alamanes" الذي أعفى بموجبه سالومون إسكنازي المعروف باسم ألمان أوغلو وسلالته من دفع كل أنواع الضرائب. وبعد الفتح العثماني استقر هؤلاء اليهود المجريون في الأراضي العثمانية وأسسوا كُنس الألمانس.

لقد كان رئيس الأطباء لدى السلطان سليمان القانوني موسيس هامون ابن جوزيف هامون الذي كان أيضاً رئيس الأطباء لكل من السلطان سليم الأول وبايزيد الثاني. استمر اليهود في عهد السلطان سليمان القانوني أيضاً في الهروب من ظلم المسيحيين والإستقرار في الأراضي العثمانية؛ فمثلا: عندما دخلت منطقة بوليا تحت الهيمنة البابوية عام 1537م هاجر العديد من اليهود بها إلى الدولة العثمانية وبالمثل وجد معظم يهودي بوهيميا النجاة في الهروب إلى الأراضي العثمانية في فبراير عام 1542م. عندما أمر البابا باول الرابع بحرق امرأة وأربعة وعشرين رجلا أحياء من المردتدين عن دينهم في أنكونا بتهمة الكفر وحبس سبعة وعشرين شخص مدى الحياة؛ أرسل السلطان للبابا خطابا شديد اللهجة من أجل إطلاق سراح هؤلاء اليهود قائلا:
أطلق البابا سراح المعتقلين حتى وإن كان غير راغباً في ذلك وسمح لهم بمغادرة البلاد ونظراً لأنه حرق الباقي فلم يتبقى منهم أحدا، وبعد هذه الواقعة قام يهود الدولة العثمانية بفرض الحصار ونقلوا التجارة البحرية إلى ميناء بيصرة عقاباً للبابوية.

#### ترميم أسوار القدس
ذكر الدبلوماسي الإسرائيلي القديم أبا إيبان في كتابه Mon Peuple  ما يلي:
وفقاً لأحد الأقوال فإنه بسبب رؤيا ما قد تم تعيين المهندس المعماري سنان باشا من أجل ترميم أسوار القدس وطبريا وتوسيع شبكات المياه ولقد كانت أوامر السلطان القانوني بترميم أسوار القدس على وجة الخصوص أحدثت صدى في العالم اليهودي ولهذا السبب مازال جميع المؤرخين اليهود يعترفون بالجميل للسلطان سليمان القانوني حتى انهم أحياناً يشبهونه بالنبي سليمان.

#### فرية الدم
في أمسية عيد الفصح اليهودي عام 1530م تعرض يهود أماسيا لفرية الدم بسبب اختفاء شاب يوناني كان يعمل في الحي اليهودي ونتيجة لذلك تم إعدام بعض اليهود من ضمنهم الحاخام يعقوب أفايو ولكن بعد فترة قصيرة عندما عاد الشاب الذي أُدعى اختفاءه إلى المدينة تم إعدام الزاعمين باختفاءه، وعندما تعرضت الجماعة اليهودية في توقات بافتراءات مشابهة أذاع السلطان القانوني فرمان من خلال موسيس هامون قائلاً:
أصدر السلاطين الآخرين فرمانات تتعلق بفرية الدم وكانت نهاية هذه الفرمانات فرمان السلطان عبد المجيد الأول بتاريخ 27 أكتوبر 1840م بعد أحداث الشام ورودوس، وفرمان السلطان عبد العزيز الأول بتاريخ 1 يوليو 1866م على إثر افتراء كوزغونجوك.

## مشاهير يهود الدولة العثمانية في القرن السادس عشر

### جوزيف هامون
ولد جوزيف هامون في غرناطة عام 1450م وبالرغم من ادعاء اليكام كارمولي بانه ولد في إيطاليا الا ان ايونيل ابوب أكد أن جوزيف أندلسي.

كان جوزيف هامون الطبيب الخاص للسطان بايزيد الثاني ومن بعده السلطان سليم الأول وكان يتواجد بجانب هؤلاء السلاطين في كل معاركهم، وبينما كان عائدا من معركة فلسطين-سوريا عام 1518م مرض وتوفى في شهر ديسمبر عن عمر يناهز 68 عام.

### موشى هامون
عمل موشى هامون بعد وفاة أبيه جوزيف هامون الطبيب الخاص للسلطان سليم الأول والسلطان سليمان القانوني من بعده. قام موشى هامون بعد وقائع فرى الدم التي حدثت في أماسيا وتوقات بإقناع السلطان القانوني بإصدار فرمان يتصدى لهذه الحوداث. ولقد كان اليهود يرونه كالملاك الحامى لهم ويشبهونه بالنبي إلياس.

كان موشى هامون يحظى بحب وأهتمام السلطان مما مكنه من مساعدة دونا جراسيا مانديس الذي أعتقل في مدينة البندقية وتم الإستيلاء على أمواله وأملاكه وكذلك مساعدة ابن عمه دون جوزيف ناسى في الهجرة إلى الأراضي العثمانية عام 1552م آخذين معهم كل ثرواتهم.

كان الرحالة نيكولاس دا نيكولاى الذي تولى منصباً في السفارة الفرنسية بإسطنبول في أعوام 1551-1554م قد قال عن موشى هامون الآتي:
«كان هامون يهودياً يمتلك النفوذ والأحترام الأكثر بين الأطباء، تجاوز عمره الستين وتميز بالعلم والثروة والشهرة الواسعة.» ووفقاً لما ذكره نيكولاس فان موشى هامون ولد عام1490م وتوفي عام 1565م عن عمر يناهز 75 عام.

كان موشى هامون يلعب دوراً هاماً في قيادة الجماعة عندما ضعفت رئاسة الحاخامات في مطلع القرن السادس عشر فقد كان ولعاً بالثقافة اليهودية.

## عصر التفرق في القرن التاسع عشر

### التأثيرات على اليهود

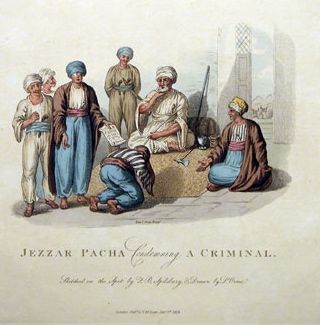
أحمد باشا الجزار في محكمة بعكا

أراد السلطان سليم الثالث إرسال جماعة يهود إسطنبول إلى الجيش للقيام بوظيفتهم كبحريين وبهذا أصبح لليهود مكانة في الدفاع عن الوطن للمرة الأولى. وبعد ذلك أعفي اليهود من البحرية بالفرمانات التي نشرت في 25 نوفمبر 1804 و 1 فبراير 1808 و 3 يناير 1809 وبعد ذلك قام نابليون بالاتصال بــ (هايم فرهي) أحد قواد جماعة يهود فلسطين وإذا كان قد وجد ذلك في بعض العهود إلا أن فرهي رد هذه العهود وقام بالدفاع عن عكا، ومنذ عام 1709 كانت قد قطعت bum في عام 1804 من قبل أحمد باشا الجزار الذي قام فرهي باستشارته وألقي في السجن، وفي نفس العام خرج فرهي من السجن بعد موت جزار وقتل فرهي مخنوقا من قبل عبد الله باشا الذي اختاره الحاكم وعظم شأنه.
وفي عام 1807 أعلنت الحكومة العثمانية الحرب على روسيا إلا أن الإنجليز الذين كانوا على اتفاق مع روسيا كانوا قد رسوا على جبهات إسطنبول، وعندما دعت الحكومة المواطنين لحفر خندق حول إسطنبول بهدف الدفاع جرت اليهود للمساعدة مهتمين أن يكون يوم شبط.

### عصر السلطان محمود الثاني (1808 – 1839)

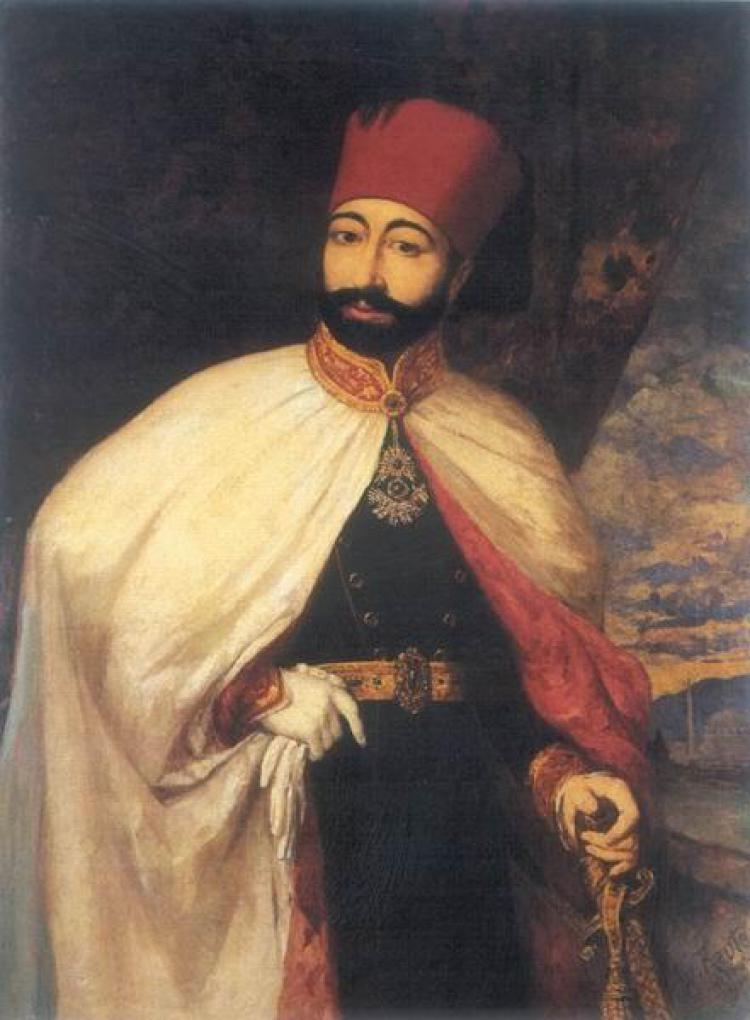
السلطان محمود الثاني

إن الحكومة التي قررت زيادة عدد البحارة بسبب القوة المجهزة عشية عصيان اليونان عام 1821 طلبت من جماعة يهود إسطنبول 30 عسكري يهودي وإلحاقهم بالجيش في هاسكوي وبالاط، وعندما اتفق على ما كان متعلقا بثورة جرجريوس بطريط أرثوذكس الفنار كان قد شنق على باب البطريكية.وطبقا لفهم «جلنتا» فإن الصدر الأعظم (رئيس الوزراء) «بندرلي علي باشا» الذي له مكانة في التنفيذ، عندما رأى اليهود في ازدحام قال هكذا شنق أعداؤنا وأمر بإلقاء جسده في البحر.
عندما جاء الثلاثة اليهود المسمّين بـ «موتال وبچاچيو لڤي» بناءً على طلب الصدر الأعظم فإن روم مورا الذين تغيظوامن مجيئهم، قاموا بإضرار العديد من جماعة اليهود من أجل الانتقام وأخذ الثأر.

إن القضاء على جَيشي "الانكشارية" و «وقائع خيرية» في 15 يونيه عام 1826 كان بداية عهد جديد بالنسبة لليهود. إن جيش الانكشارية الذي سقط تماما في السنوات الأخيرة، قام بأعمال سلب ونهب أحياء اليهود وحققوا مكاسب ليست من حقهم. وقال السلطان محمود الثاني الذي كان معروفا بالليبرالية المتعصبة الكلمات الآتية:
«نريد أن يكون المسلمون مسلمون في المسجد فقط، والمسيحيون مسيحيون في الكنيسة فقط، واليهود يهود في الأديرة فقط. وكل شخص خارج هذه الأماكن التي تبين إخلاصهم للإله نريد أن ينتفعوا من نفس الحقوق السياسية ومن خدماتنا.»

#### ثلاثة خبراء مالية
كان السلطان محمود الثاني له آراء إيجابية عن اليهود قام بإعدام ثلاثة خبراء مالية والمسمّين بــ «پاشايا إيسياه آچيمان وأزيكيل جاباي وبهور قارمونا» مما كان أمرًا ملفت للانتباه، ويعتقد أن له علاقة بالقضاء على جيوش الانكشارية القتلة.

##### إيسياه آچيمان
إن إيسياه آچيمان الذي كان الأخير في عائلة آچيمان أصبح صاحب بنك وغني جدا عام 1808، وآچيمان الذي وضع يده على الثروة عام 1820 بإدعاء دعم «الانكشارية» نُفي إلى قبرص وأُعدم بعد القضاء على فرق «الانكشارية».

##### أزيكيل جاباي
كان أزيكيل جاباي من كبار مساعدين طلعت باشا المسؤول عن طباعة كتب العصيان والتمرد الموجودة في رئاسة «كوچوك سليمان» والي بغداد عام 1811، كان قد عُين كرئيس لصرافة السرايا وكان هناك توتر بين جاباي وڤردي أوغلو صاحب الأصل الأرمني والذي كان ذا نفوذ في السرايا، وشنق ڤردي أوغلو الذي اتهم بتأسيس علاقة مع الثوريين اليونايين.
ونفي آرتين قازاس إلى رودوس، وعاد من المنفي بمساعدة بهور قارمونا وعندما عاد إلى وظيفته اتصل بأصحاب القوى القديمة وأعاد النفوذ الأرمني في السرايا، ونتيجة لمكائد قازاس وعبد الله باشا سجن في «بوستانجي» عام 1826، بسبب الدعم المالي للانكشارية، وبعد ذلك نُفي إلى «أنطاليا» ثم أُعدم.

##### بهور قارمونا
خاطب جد بهور قارمونا الملقب بـ «شلبي» السلطان سليم الثالث بصفته أباً وأعطاه بعض التوصيات في المالية وأسس بنك «مويز قارمونا» وعندما مات حل محله حفيده بهور، وعمل قارمونا على مسايرة الأعمال المالية لجيش الانكشارية وحكم رواتبهم الشهرية وأعطى سلفة لزعماء الانكشارية.
استمر آرتين قازاس في وظيفته حتى واجه قارمونا بالسلطان محمود الثاني فأدرك السلطان أن قارمونا يبيع خمر كحولي للمسلمين، فغضب من ذلك وجهز ثلاث كلمات بلغته توضح غضبه قائلاً: «لهذا يجب أن يُعدم عاجلا»، وكانت ليلة 14 أبريل عام 1826 ميعاد لشنق بهور قارمونا وفقد حياته أمام عائلته بسبب الجلد وذلك بعد قراءة الدعاء.

### عصرالسلطان عبد المجيد(1839—1861)

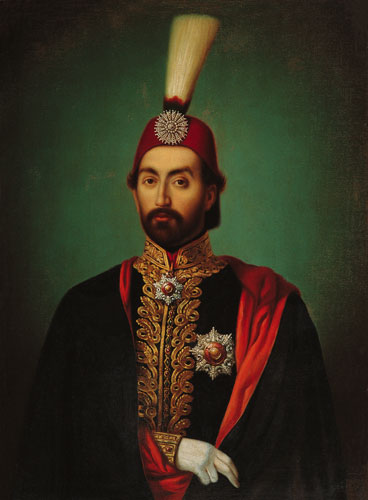
السلطان عبد المجيد

وُلدت الصحافة اليهودية في عصر السلطان عبد المجيد. كانت صحيفة «لادينو» الأولى ذات هدف جيد، وبدأ «رفائيل أوزيل پينسرلي» نشرها في إزمير عام 1843.
أما الجريدة اليهودية الاسطنبولية الأولي فكانت بسبب استقبال المحتجين الذين انتظروا خبر عمن ذهب إلى الجبهة في حرب القرم عام 1853، ونشرت باسم "ضوء أبناء إسرائيل بلغة جريدة «لادينو» وطباعة "ليون هايم" و "قاسترو" عام 1853. كانت الجريدة اليومية الأولى هي جريدة "الجورنال الإسرائيلي" التي أسسها "بهزكيل جاباي" عام 1860.
أما السلطان عبد المجيد الذي منع استمرار المدارس بسبب عدم وجود طعام «الكوشر» إلا أنه أمر بفتح المطبخ القاشري في مدرسة الكلية العسكرية، وأمر كذلك بعدم حضور طلاب اليهود يوم السبت وذلك عام 1847، وبعد ذلك أذن السلطان عبد المجيد بحماية مستشفى اليهود بالفرمان الذي أصدره في 12 مارس عام 1857، وكان قد أصدر فرمانًا في 28 أكتوبر 1840 بسبب حوادث سفك الدماء الجثيمة التي حدثت في الشام ورودوس عام 1840 وأمر بمنع اليهود من الراحة.

### عصرالسلطان عبد العزيز(1861 – 1876)

#### نزاع متعصبي الدين المثقفين في يهود العثمانيين
كان اليهود العثمانيين في بدايات القرن التاسع عشر مع جهلهم إلى حد ما إلا أنهم كانوا يرون أن تعلم لغة أجنبية كالخروج من الدين، وكان «أڤرام قاموندو» متصل بأوروبا فاستولى على إدارة المجموعة العلمانية عام 1830 وذلك عندما طلب انتفاع المجموعة نفسها من التجديدات الموجودة في أوروبا، وكان قاموندو ينقل للحياة فكر المدرسة الابتدائية التي كانت تدرس بالتركية والفرنسية والعبرية في 23 نوفمبر 1854، ولكن المتعصبين وعلى رأسهم الحاخام «إيصاق أقريش» و «صالومون قامهي» حاولوا إزالة اللغة الفرنسية والتعليم الحديث من المدارس الإعدادية بصرخات: «يضيع الدين من بين الأيدي». واستمرت الحوادث التي كانت بين شخصين مؤدين لأقريش لما قام به قامهي في 1 نوفمبر عام 1862 بتسليم رئيس الحاخامات «يعقوب أڤجيدور» وظيفته وسجن الحاخام أقريش إلا أنه تُرك حرًا بناءً على طلب بعض الحاخامات.

#### دستور الحاخامانية
قام بعض الملوك من الذين لديهم تعارض مع اليهود بتعيين «پاكير جرون» رئيس حاخامات «أديما» بصفته رئيس حاخامات إسطنبول، ورتب لمشروع إصلاح جماعة اليهود وأراد تقديمه للحكومة، واُختيرت لجنة مكونة من اثني عشرة علماني وأربعة أحبار من أجل إعداد دستور الحاخامانية، ودخل دستور الحاخامانية في الشرعية في 15 مايو عام 1965، ويتكونالدستور من 48 مادة في خمسة فصول، والفصول الرئيسية هي:
- انتخاب رئيس الحاخامات.
- وظائف رئيس الحاخامات.
- انتخاب اللجنة العامة ووظائفها.
- انتخاب اللجنة العلمانية ووظائفها.
- انتخاب اللجنة الدينية ووظائفها.

وطبقًا للدستور يجب أن يكون سن رئيس الحاخامات من 30 إلى 70 عامًا، وكان الدستور يتكون من 60 لجنة عامة و20 لجنة علمانية و80 عضو، وبسبب كونه دستورًا دينيًا كان يحتوى على لجنة الدينية تتكون من 7 أحبار تم اختيارهم من قبل اللجنة العامة، أما اللجنة العلمانية فكانت تتكون من 8 أعضاء تم اختيارهم على سنتين من قبل اللجنة العامة.
وإذا كان هذا الدستور قد تم تخطيطه من أجل رئاسة حاخامية إسطنبول إلا أنه قد تم تشكيل نموذج مشابها له لرئاسة الحاخامات الأخرى.

### مؤسسة رئاسة الحاخامية
رئيس الحاخامات هو زعيم ديني لمنطقة بارزة يعين بعادات الحدود أو بقوانين. ومنذ الضريبة التي سددت من قبل اليهود بعد فتح اسطنبول كانت عملة «راڤ» هي التي تعطي الحق لرئيس الحاخامات كمالكا ولكن توقف سدداد هذه الضريبة بعد وفاة «إلياهو ميزراهي»، ولم يدفع يهود «سفاراد» هذه الضريبة بناءً على رغبة إحدى رؤساء معبد «رومانيوت»، فعندما وجد رئيسا لمعبد «رومانيوت» فإن يهود «سفاراد» ظلوا محرومين من الامتيازات. فاليهود طوال عصر الدولة العثمانية لم يكن لهم ممثل رسمي في السرايا.
وكتبت جريدة تقويم وقايع المؤرخة بــ 22 فبرابر 1825: «أن اليهود مثل الروم والأرمن كانوا يتوسلون للسلطان من أجل أن يعترف بهم ويقربهم رسميا في السرايا»، وقبل السلطان محمد الثاني هذا الطلب وتسلموا رئاسة المعبد رسميا، وبعد وفاة «أبراهام لاڤي» الرئيس الرسمي الأول للمعبد استلم «صاموئيل هايم» هذا الموقع من بعده، وعندما عُرف أنه ذو تبعية أجنبية سُحبت منه هذه الوظيفة، وتلاه كل من «موشيه فرسكو» و «ياكوڤ باهار داڤيد» و «هايم هاكوهن».

### اثنين من رؤساء الحاخامية قبل الدستورية

#### يعقوب أڤيجدور
إن يعقوب أڤيجدور الذي وُلد عام 1794 والذي كان يعمل قاضيا في المحاكم الدينية لسنوات طويلة كان قد اُختير كرئيسًا للمعبد العام وهو في سن 66 عامًا أي في عام 1866، وكان يعمل على تهدئة الخلاف بين قاموندو وأركيش عندما شُكلت لجنة لبحث هذا الخلاف وتمت تبرئته إلا أنه سحب من وظيفته في يوليو عام 1863 بسبب سنه ومات عام 1874 عن عمر يناهز ثمانين عامًا.

#### ياكير جرون
وُلد في أدرنة عام 1813 وأصبح رئيسا لمعبد أدرنة عام 1835، تمكن ياكير من إصدار فرمان سلطاني من أجل تعديلين في معبد اليهود المتضرر في حريق أدرنة عام 1846 قام بتقسيم يهود أدرنة الذين ظلوا بلا مأوى نتيجة للحريق وتجمعوا عند يهود إسطنبول، وفي نفس العام تم تكريم ياكير بوسام المجيدية من الدرجة الثالثة، وقد أمر السلطان عبد العزيز بأن يتولى ياكير جرون رئيس حاخام أدرنة منصب رئيس حاخام إسطنبول كما جاء بالفرمان الذي أصدره في 19 يوليو عام 1863 بعد سحب يعقوب أڤيجدور من وظيفته، وأمر كذلك بإعداد دستور الحاخامية، ودعا ياكير جرون لاتحاد الجماعة وذلك في الاجتماع المنعقد في 10 أغسطس 1863 وأعد الأسس المناسبة لذلك وأعلن أنه سيعاقب من لا يلتزم بهذه الأسس، ووضع يده على كتاب «صالومون قاهمي» التابع للحبر «إيساق أقريش» المتعصب المسمي بكتاب «ملهت شولومو» الذي اعتدى على قبائل «القاراى» في 1866.
إن «أوجني ده مونتچه» زوجة نابليون الثالث التي زارت السلطان عبد العزيز في 7 أكتوبر 1869 دعت ياكير جرون للحضور وكان حديث ياكير باللغة الأسبانية اليهودية قد أثرت على لغة الامبراطورية فتحدث قائلا: «ما أجمل سعادتي عند التحدث بلغتي الأم في هذه البلدة التي نشأت بها ضيفا»، وكان أهم نقضا وُجّه إلى ياكير هو كونه مضاد لـ «هايم پالاچي» رئيس حاخام أزمير، إن اهتمام پالاچي بأفكار ياكير في الاجتماع الذي كان برئاسة پالاچي ولّد الغيرة مما جعل ياكير يأخذ جانبا مضادا لپالاچي وجرون الذي يعرف فرصة التحرك ضد پالاچي قدّم طلبا للحكومة وأراد معاقبة پالاچي، وتم تكريم ياكير بوسام المجيدية من الدرجة الأولى عام 1870 إلا أنه استقال عندما تضايق من المعارضين داخل اللجنة العلمانية عام 1872 وسكن في القدس، وجرون الذي أسس الــ «يشيڤا» مات في 11 فبراير 1874.

### عصر السلطان عبد الحميد (1876 – 1909)

#### مؤتمر إسطنبول
بعض مواد المؤتمر كانت متعلقة باقتباس حقوق غير المسلمين وجعلها تحت الثقة.
إن أعجب ما في الوثيقة التي قدمت في هذا المؤتمر هي مذكرة مكونة من 28 صفحة والتي قدمت في 2 يناير 1877 والتي عملت على اتحاد طوائف يهود العالم، هذا هو ملخص ست فصول وثمانية صفحات من هذه المذكرة: «لقد عاش اليهود بصفة دائمة في أراضي الدولة العثمانية وتم تطبيق معاملة المساواة في كل وقت في تركيا مثل أي شخص لم يكن مسلما، وأُعلنت المساواة الرقابية أمام القانون بغض النظر عن الفارق الديني والعرقي لكل شخص وذلك في الدولة العثمانية وأمام الخط الهاميوني» چولهانه«في 13 نوفمبر 1839 و 1856» وبهذا فقد جاء من اليهود أفضل جواب للمؤتمر الذي وجه لحماية غير المسلمين.

#### دستور 1293
الدستور
وإذا رؤى أن الدستور المعلن في اليوم الأول لمؤتمر إسطنبول على انه ما هو إلا ملحق تسلية من قبل الدول الملحقة بالمؤتمر إلا أنه قوبل بحماس من عامة
الشعب  وأعلن في المادة الأولى للدستور أن الدولة العثمانية هي دولة ذات بناء ضخم وذات شعب كبير وينص الدستور على أن أي شخص تابع للامبراطورية العثمانية أيا كان مذهبه أو دينه فهو مساو أمام الدستور ويقر الدستور كذلك حرية الدين والعبادة.

وها هي قائمة النواب اليهود الذين شغلوا منصب في البرلمان العثماني:
- أڤرام أچيمان (من مديري بنك قاموندو باسطنبول)
- مناهم صلاح دانيال (من بغداد)
- ياڤردي إسرائيلي (من بوسنة)
- داڤيچون أفندي لاڤي (رئيس محكمة تجارة يانيا من يانيا)
- كمال صاموئيل (من إسطنبول الذي حل محل أڤرام أچيمان بعد تنحيه عن منصبه في العام الثاني)
- أڤرام (من سالونيك)
- ونتصادف باسم د. چاك داكاسترو (الذي كان عضو لجنة مجلس الشيوخ)

### جماعة اليهود الإيطالية الاسطنبولية
لقد نشأت جماعة يهود إيطاليا نتيجة الخلاف الذي نشب بسبب الأجرة الباهظة التي طلبت من أجل مرسم جنازة امرأة توفيت من عائلة كاسترو، أما طبقا لما كتبه «ليون پيپمو» في ذكرياته المؤرخة بمايو 1931 وهي من السكرتارية العامة القديمة فإن هذه الجماعة قد تأسست في 1862 وأعلن «جالانتا» و«فرانجو» أن جماعة اليهود الإيطاليين نظمت في 1864، وتم الاتصال بالممثلين للامبراطورية الإيطالية الموجودة في ملكية الباب العالي في 1861 وأعلن شهرة الجماعة بشرط دفاع المواطنين الإيطاليين لهم وبسبب هذا أعدت مؤسسة الجماعة قانونها وتم تغيير اسم جماعة اليهود الأجانب باسم جماعة اليهود الإيطاليين الاسطنبوليين، وأصبح المقر الثابت للمؤسسة الجديدة للجماعة في شارع ذو الفارس الموجود في قاراقو وتأسس معبد وكان حبر هذا المعبد يهودي مسمى بــ «بنسيون لاڤي»، ووجد مقبرة لهذه الجماعة ذات طراز باروكي في شيشلي، ووجد كتابة «قبر يهودي إيطالي» في باب المقبرة وهو فرمان السلطان عبد العزيز في اللوحة المنقوش عليها في الباب الداخلي.

### مؤسسة الخير ومعبد يهود إسطنبول

#### معبد اليهود
المظهر الداخلي لمعبد اليهود كان ذا سطح مرصوف واسع، ولقد هدم معبد اليهود الموجود بين «أونقاپان» و«أيازما» في 18 يوليو عام 1985 بسبب البرنامج المعد لتنظيفها وتزيينها، ورمم معبد اليهود «اتزأهايم» في أورتاكوي في الفرمان المؤرخ 12 نوفمبر عام 1825، أما معبد ذو الفارس فقد رمم في 1890 بألفين وتسعمائة ليرة دون الفوائد التي أعطاها بنك
قاموندو.

وهذه بعض معابد اليهود التي أنشئت في النصف الثاني من القرن التاسع عشر:
- معبد «ياني كوي» الذي أنشأته عائلة قاموندو.[128]
- معبد «يوكسك قالديريم» الذي أنشئ من أجل «الأشكنازيين» الأستراليين في 1900.[129]
- المعبد الإيطالي الذي أنشئ في 1895.[130]
- معبد «همدت إسرائيل» الذي أنشئ في 1899.[131]

وبناء على أن مقابر «هاص كوي» اليهودية أصبحت لا تكفي، فقد تم إضافة مائتي مقبرة بالفرمان المؤرخ في 24 مارس 1837.

#### المستشفى اليهودي «بالاط أور- أهايم»
وإذا كان قد أعطي إذن بإنشاء مستشفى لليهود والقارايين بالفرمان الذي صدر في 5 سبتمبر 1838، إلا أنها لم تنشأ بعد فترة من هذا الإذن بسبب ضعف الامكانيات المادية، وفي قيادة د. رافيل دلمديجو تطورت فكرة مستشفى يهودي في «بالاط»  وأعطى السلطان عبد العزيز الإذن لإنشاء هذه المستشفى بالفرمان الذي أصدره في 16 فبراير 1896.

#### المؤسسات الخيرية
قائمة بالمؤسسات الخيرية:
| اسم المؤسسة              | المكان    | العام   | الهدف                                                                       |
| ------------------------ | --------- | ------- | --------------------------------------------------------------------------- |
| مالبيشي انوميم           | هاص كوي   |         | توفير ملابس للفقراء.                                                        |
| سكن طلبة هاص كوي         | هاص كوي   | 1883    | توفير سكن للأطفال عديمي المأوى والحماية من تأثير المبشرين البروتسطانت.      |
| توراط هسد                | هاص كوي   |         | المساعدة لتعليم تلمود تورا.                                                 |
| لجنة سيدات هاص كوي       | هاص كوي   | 1890    | توفير الغذاء للتلاميذ الفقراء.                                              |
| ها – تيكڤا               | بالاط     | 1878    | الإنسانية العامة.                                                           |
| ها – حملة                | بالاط     | 1891    | الإنسانية – سكن للفقير عديم المأوى – الدعم المالي للتاجر الصغير.            |
| ها هناصات اوراهيم        | هاص كوي   |         | مساعدة الفقراء المسافرين.                                                   |
| اهاڤات هسد               | اورطا كوي |         | توفير الملابس للفقراء.                                                      |
| سرورها – هايم            | هاص كوي   | 1888    | توفير الملابس لأطفال الفقراء – مساعدة المعاقين – الدروس الدينية والاخلاقية. |
| لجنة سيدات جالاطا        | غلطة      |         | مساعدة السيدات المحتاجة والمرضى والحوامل.                                   |
| هسد وأمد                 | پيري باشا | 1892    | مرافقة المرضى.                                                              |
| هسد وأمد                 | بالاط     | 1892    | الإنسانية العامة.                                                           |
| أوزرد اليم               | هاص كوي   |         | مساعدة الفقراء.                                                             |
| شڤت أهيم                 | قوزجونجوك |         | معالجة المرضى الفقراء.                                                      |
| روفاهوليم                | أورطا كوي | 1893    | توفير العلاج للمرضى الفقراء.                                                |
| اسرائيليتيستشر برادرورين | غلطة      | 1894    | الإنسانية العامة.                                                           |
| بيكور هوليم              | غلطة      |         | معالجة المرضى الفقراء وتوفير العلاج والغذاء لهم.                            |
| قاريداد ليجيون           | هاص كوي   | 1894    | مساعدة طلبة فقراء تلمود تورا.                                               |
| شقت أهيم                 | بنى محلة  | 1894    | معالجة المرضى الفقراء.                                                      |
| هڤرا                     | كدوشا     |         | مراسم وداع ودفن الموتى.                                                     |
| آهاڤات هسد               | غلطة      | 1895    | توفير الملابس للأطفال الفقراء.                                              |
| بوتا ڤلينتاد             | هاص كوي   | هاص كوى | مساعدة طلبة المدارس الذكور الفقراء.                                         |
| ݒرساڤرنسيا               | هاص كوي   | 1896    | مساعدة طلبة المدارس الإناث الفقراء.                                         |
| اسݒرانزا اشكناز          | داغهامامي | 1897    | الإنسانية العامة.                                                           |
| جمعية چيناستيك           | غلطة      |         | الرياضة.                                                                    |
| اوزرداليم                | كوزجونچوك |         | مساعدة الفقراء.                                                             |
| جمعية مساعدة الحوامل     | هاص كوي   |         | مساعدة السيدات الحوامل.                                                     |

### مدارس أليانس
لاتحد اليهود الفرنسيون والألمان بسبب واقعة الشام عام 1840.
تعاظم تشكيل طرح فكره بهدف حماية اليهود أينما كانوا خاصة الذين تعرضوا للانفصال بسبب المتعنتين دينيا.
وأسس الكتاب والأدباء الفرنسيين جمعية باسم «المدرسة الإسرائيلية أليانس» واستمرت لفترة، ووصل عدد أعضاء الجمعية إلى 850 عضو في 1861
و610 عضو في عام 1866، وتحركت الجمعية بأساس «أنه سيمكن تخلص اليهود أينما كانوا في الدنيا من الظلام والجهل والفقر وذلك بتطبيق نظام تعليم معاصر فقط مستندا على اللغة والعلم الثابت ودعائم علم البراعة الفنية».
إن جمعية «المدارس الإسرائيلية أليانس» التي تأسست في بغداد والشام في البداية ثم انتشرت بعد ذلك في مدن مختلفة مثل «فولوس»، «أدرنه» و«سلانيك»، «أومية إسطنبول»، «قاڤالا»، «صافد»، «اوسكوݒ»، «قدس»، «ماناستير» و«بورصا».
وأعد قسم الاحتياجات المادية لهذه المدارس تجهيزات من الودائع المصرفية للجمعية وقسم آخر من إيرادات الجماعة المحلية ملائمة للموقف.

ومع كل الجهود الناجحة التي تمت في مجالات التعليم والثقافة فقد نُقدت الجمعية في موضوعين:
1. كانت اللغة الفرنسية لغة أساسية في مدارس أليانس الإسرائيلية وأُهمل تعليم اللغة التركية في زمن يهود العثمانيين حتى أن لغة «لادينو» بدأت في الانحطاط.
2. ضمور روح الإنسانية مع المساعدات المالية التي قُدمت حتى أن فكرة «ذهاب أليانس» لمساعدة المحتاجين قد اختفت.

وإذا كانت مدارس أليانس قد تأسست من أجل اليهود فقد تُرك الباب مفتوحا لغير اليهود مثل «جلال بايار» و«رضا توفيق بولوك باشي».
و حيث لم تكن اللغة التركية في اللغات الأم لجماعة اليهود «معارف الوقائع» في يونيو 1924، وعندما سُئل اليهود عن لغة التعليم وجاءت الإجابة أنها اللغة التركية انقطعت الصلات بالمركز العام الموجود في فرنسا
وتم الاتصال بــ«وكالة المعارف».

### الحياة «العيش»
الحياة العسكرية:
أصدر السلطان عبد الحميد الثاني فرمانا لليهود للالتحاق بالجيش داعيا رئيس الحبر «الحاخام موشى لڤي» للحضور في 1893. حمل «موشى لڤي» هذا الموضوع للجنة الدينية التي صدقت عليه بكل سعادة.

القنصلية الأولى:
فتحت الامبرطورية العثمانية القنصلية الأولى في «لوندرا» عام 1806، وعندما فُصل القنصل العثماني الأول «بيريتوا تودوروى» من وظيفته والذي كان سابقا قبطان رومي في 1907، ثم عُين مكانه في مارس من نفس العام اليهودي العثماني المسمى بــ«ايصاك ناتالي».
إن «د. سيجموند سݒيتزر» الذي أنقذ السلطان من مرض خطير عُين على رئاسة سكرتارية سفارة «ڤيانا» قبل عام 1857 ثم عين على رئاسة الإرسالية الدينية سياسي «ناݒوليو».

صحافة اليهود الترك:
بالرغم من الفوارق اللغوية التي انتشرت فإن صحف اليهود التركية أخذت مكانة في جميع المصالح القومية سواء في العصر العثماني أو عصر الجمهورية، وإضافة إلى ذلك فقد نجحت هذه الصحف في تحمل حادثة اليهود الذين كانوا خارج الوطن بحملة إعلانية تحت مسمى «النشر» التي بدأت في عام 1892 الموافق للدورة السنوية الأربعمائة التي وضعها «السفارديين» للعثمانيين، وضمت الصحافة اليهودية التركية أثناء الحرب للتنقل الشعبي خارج الوطن بسرعة.

الآفات الطبيعية:
لأخذت الامبراطورية نصيبها من المصائب مثل الزلازل والحمى والحرائق والوباء في القرن التاسع عشر مثلما كان في القرون السابقة.

الزلازل:-
حدث كثير من المفقودات الجسيمة في الأرواح والأموال بين اليهود في زلزال إسطنبول في 28 سبتمبر 1894.

الحرائق:-
تحول معبد يهودي إلى رماد بسبب حريق «هاص كوى» الهائل عام 1804، وسقط 5000 يهودي و1000 منزل في حريق «هاص كوى» آخر عام 1833، وفي حريق «أزمير» عام 1841 انعدم قسم كبير من الحي اليهودي، وفي حريق «أورطا كوى» و«بالاط» أصبح 1500 يهودي بلا مأوى، أما في حريق «كوزجونچوك» عام 1872 أصبح 196 منزل يهودي ومدرستين ومعبدين يهوديين رمادا خلال 7 ساعات، أما في حريق «سلانيك» عام 1980 فقد احترق 2000 منزل يهودي.
أما الحرائق الجسيمة والعامة التي اعتبرها اليهود خسارة كبيرة هي حرائق «مانيصا» عام 1897 التي فيها تماما سوق «مانيصا» 1859، وانعدم كذلك «نازيللي» عامي 1872 و1876، وفي عام 1884 انعدمت «تيرا» والحي اليهودي أيضا.

الوباء:-
لقد تسربت الأمراض الوبائية مثل الڤيبا والكوليرا وأمراض الزهور إلى «هاص كوى» التي كان يعيش فيها أكثر العائلات اليهودية، حيث انفجر مرض الكوليرا في «بورصا» عام 1894 فقد تمت السيطرة عليه من قبل «د. فرنانذر» و«د.أڤري» اليهودي من «كوزجونچوك»
ولم يُعرف له اسم.

### «موشى لڤي» القائم مقام رئيس الحاخام
طلب الصدر الأعظم «محمود نديم باشا» تعيين موشى لڤي قائدا للقانون العلماني بسبب استقالة «ياكير جرون» رئيس الحاخام.
وإذا كان القانون العلماني قد جاء لفترة في 19 مايو 1872 من أجل اختيار رئيس للحاخام معتمدا في ذلك على الرخصة الرسمية لــ«محمود نديم باشا» التي صدرت في 9 مايو 1872، ولكن نتيجة لاستقالة 6 أعضاء فلم يكن في الاجتماع إلا نصفه فأُجل.
وتحقق الاجتماع القانوني الثاني القصير المدة والمكون من 12 شخص في معبد «اهريدا» واختير «موشي لڤي» قد ظهر بصفات إما حاخام إسطنبول وإما القائم مقام رئيس حاخام «توجارما» (تركيا)، وفتح «موشى لڤى» مدارس ابتدائية في «كوزجونچوك» و«ݒيرف باشا»، وأعطت لجنة إسطنبول بجمعية المدارس الإسرائيلية أليانس اجتهادات كثيرة، وشُكلت اللجنة الخيرية «مالبيشي انوميم» التي كانت تستقبل المحتاجين للملابس
بهدف سد حاجاتهم، لكن نتيجة لعدم النجاح الذي كان في اجتماع «اريها» والإسراف الموجود في مصاريف الجمعية عمل على التوقف المفاجئ لدفع المساعدة وعدم حضور يهود إسطنبول والمؤيديين كذلك، وبعد إعلان «المشروطية الثانية» في يوليو 1908
فإن «موشي لڤي» استصعب الاستقالة.

### «أزمير» في أواخر القرن التاسع عشر
كان البطل الرئيسي للخلاف الموجود في الجمعية اليهودية خلال الأحداث الجديرة بالملاحظة من أجل اليهود الذين كانوا في الأراضي العثمانية في النصف الثاني من القرن التاسع عشر هو رئيس حاخام أزمير «هايم ݒالاچي» الذي احتل مكانة كبيرة في صحافة إسطنبول وباريس وحتى ڤيانا.
ولد «هايم ݒالاچي» في أزمير عام 1788 واحتل منصب رئيس حاخام أزمير عام 1852  حيث أزعج إدارة الجمعية وأغلبية التصرفات الغير مناسبة في المحيط القريب من أخذ فكرة شخصية.
إن القانون الجديد الذي اختير في نوفمبر 1865 عمل على تغيير مجموع الموظفين الإداريين ورفع الحصص على أسس عادلة، ولكن القانون الذي بدأ بنية تُحترم لميستمر طويلا، فبعد بضعة أشهربدأ رجال الإدارة القديمة يمدون أزرعهم مرة ثانية.
إن ݒالاچي الذي لم يستطع عرقلة الاختلاس وجد في إبطال ضريبة «جابللا» الحل ولكن «الجابللوسيين» أعدوا حملة ضده.
بحث ياكير جرون في الوضع القائم في أزمير وإذا كان ݒالاچي سلبت منه وظيفته وذلك بأمر من الباب العالي وبعدها علق وظيفة ݒالاچي وعين مكانه والي أزمير بناء على التعليمات، لكن بسبب مظاهرات المؤيدين في إسطنبول وأزمير عاد ݒالاچي إلى وظيفته أخيرا وظل بها طوال عمره، وبعد وفاته في 9 فبراير 1868 عُين رئيس حاخام مانيصا «يوسف حكيم» رئيسا لحاخام أزمير وذلك في سبتمبر 1868، إلا أن «يوسف حكيم» عُزل من منصبه بعريضة موقع عليها من 1500 يهودي أزميري لأنه كان معارضا للمتمسكين بالتقاليد مثل تعليم لغة أجنبية خارج «الابرانيشية» في المدارس اليهودية، وعُين «أڤرام ݒالاچي» كرئيسا لحاخام أزمير بعده في 7 أكتوبر 1870، ووجدت عشرات الآثار لــ«أڤرام ݒالاچي» صاحب وسام المجدية من الدرجة الثانية والعثمانية من الدرجة الثالثة مع «هايم ݒالاچي».

## عند الوصول لنهاية القرن التاسع عشر
إن السائح الفرنسي "ألبرت رنوارد" الذي أعلن أنه يمكن إفادته من أجل عدم الترابط لأحد مثلما كانت الحقائق كان قد لخص موقف اليهود بالانطباعات التي كونها في زيارته لاسطنبول في 1881 هكذا: "يطبق دين سيدنا موسي في إمبراطورية السلاطين على ما يقرب من 150 ألف يهودي ففي تركيا الأسيوية 100000 يهودي على أنه في أوروبا 5000 يهودي وفي فلسطين 4000 يهودي.
إن اليهود أنفسهم المنتفعين من نفس الحقوق التي ينتفع بها المنتمين للجماعة الإسلامية قد تمت إدارتهم من قبل رئيس الحاخام الممثل في الباب العالي، وكانوا هم الجمعية التي جرت حزنا عميقا من المجادلة التي استمرت طوال العشرين عاما الأخيرة بين المتعصبين دينيا والعلمانيين، ومنذ ذلك الوقت أصبح منصب رئاسة الحاخام فارغا وحتى الآن.
إن اليهود الذين نفوا الحياة السعيدة ضد الذين كانوا مع الترك والروم والروس واليونان كانوا قد عاشوا مستقلين في ظل السلطان، ويُعطى الشرف لتركيا التي فتحت ذراعيها لليهود الذين فروا من ظلم الفرس والروم.
وعندما أثبت المسلمون أنهم أحسن معاملة وأكثر كرما من البلاد المسيحية التركية، ومن حين لآخر كانوا يعطون درسا لأوروبا في هذا الموضوع حيث وجدت بعض الحكومات التي تميل لفحص ضمير المواطنين.
وتبقى الحكومة العثمانية معروفة بالحرية الدينية وحرية الضمير للمواطنين، وفتحت الحكومة أبوابها لليهود الذين جاءوا من البلاد الأخرى والذين عملوا على تكوين جماعات مستقلة جميعا.
إن تفاصيل التقرير الذي كان موضوعه اليهود الذين كانوا يعيشون في الدولة العثمانية في 1890 نشرت في «بوللتين» و«ڤالليانجا» وملخصها أنه في أواخر القرن التاسع عشر استمرت الدولة العثمانية لتكون ملاذا لليهود الذين نعموا بحمايتها.